# Японский полоз
Япо́нский по́лоз (лат. Euprepiophis conspicillata) — вид неядовитых змей из семейства ужеобразных.

## Описание

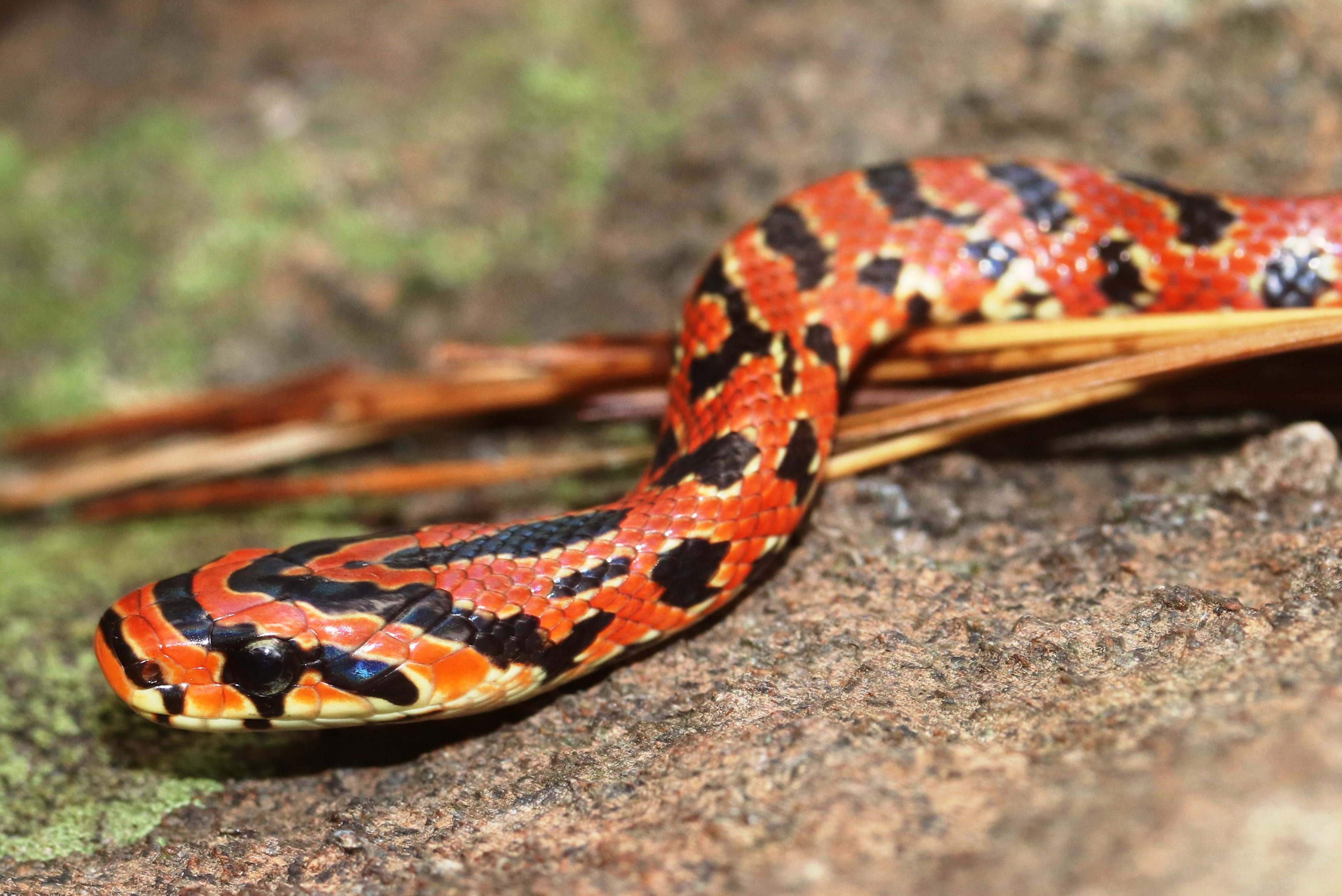

В длину достигает почти 80 см, а хвост — 16 см. Голова заметно обособлена от туловища. Зрачок округлый. Подглазничный щиток отсутствует, а единственный предглазничный имеет достаточно крупные размеры. Теменные щитки касаются нижних заглазничных. Спинные и боковые чешуйки гладкие, с двумя апикальными порами, расположены по туловищу в 21 продольный ряд. Брюшных щитков — 205—221, по их краям располагаются слабовыраженные ребрышки, формирующие по бокам брюха продольные канты. Подхвостовых щитков — 66—74 пары. Анальный щиток парный.
Молодые особи желтовато-серые, с коричневыми или чёрными пятнышками или краями чешуй и сложным тёмным узором на верху головы. Взрослые змеи серовато-коричневые, красновато-бурые или шоколадного оттенка. Брюхо зеленовато-серое или розоватое, с прямоугольными чёрными пятнами, расположенными порой почти в шахматном порядке. Боковые края брюшных щитков, как правило, тёмные.

## Образ жизни
Обитает в районе гидротермальных источников, близ вулканов, по опушкам леса, каменистым осыпям, берегам ручьёв, зарослях бамбука. Активный сезон длится с середины апреля до середины октября. В августе — сентябре самка откладывает 4—8 яиц размером 12—16 x 49—68 мм. Добычу умерщвляет сдавливанием её кольцами тела. В питании преобладают грызуны, встречаются также птенцы и яйца птиц. Численность вида на о-ве Кунашир оценивается приблизительно в несколько сотен особей. В связи с этим японский полоз был внесён в Красные книги СССР и России.

## Распространение
Японский полоз обитает в Японии (о-ва Хонсю и Хоккайдо). В России известен только из южной и центральной частей о-ва Кунашир. Подвидов не образует.

## Охрана
Охраняется в Курильском заповеднике. Территория заповедника охватывает местообитания вида в кальдере вулкана Головнина, в охранной зоне — у пос. Алехино и Третьяково и у м. Столбчатый.

## Фото

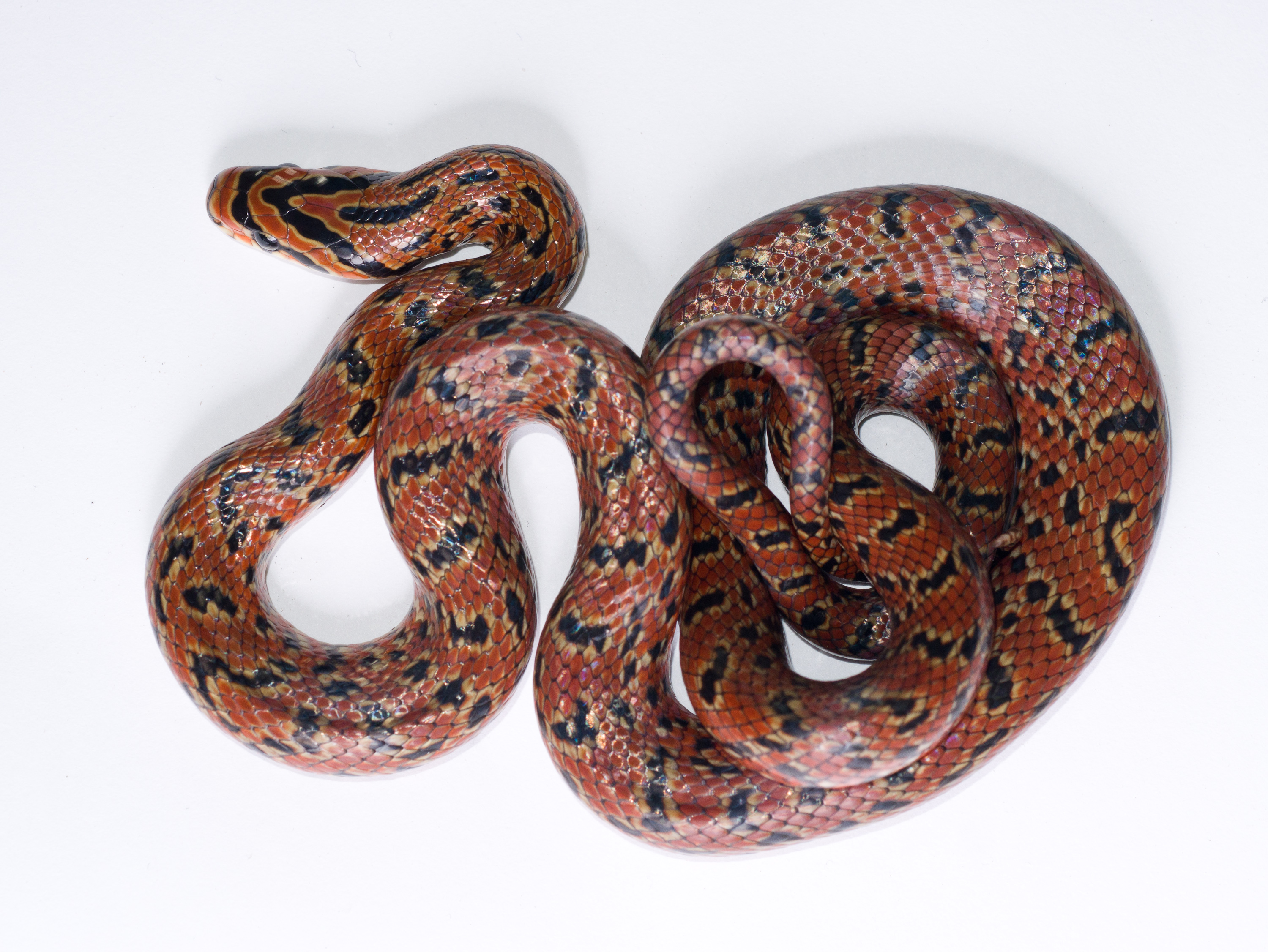
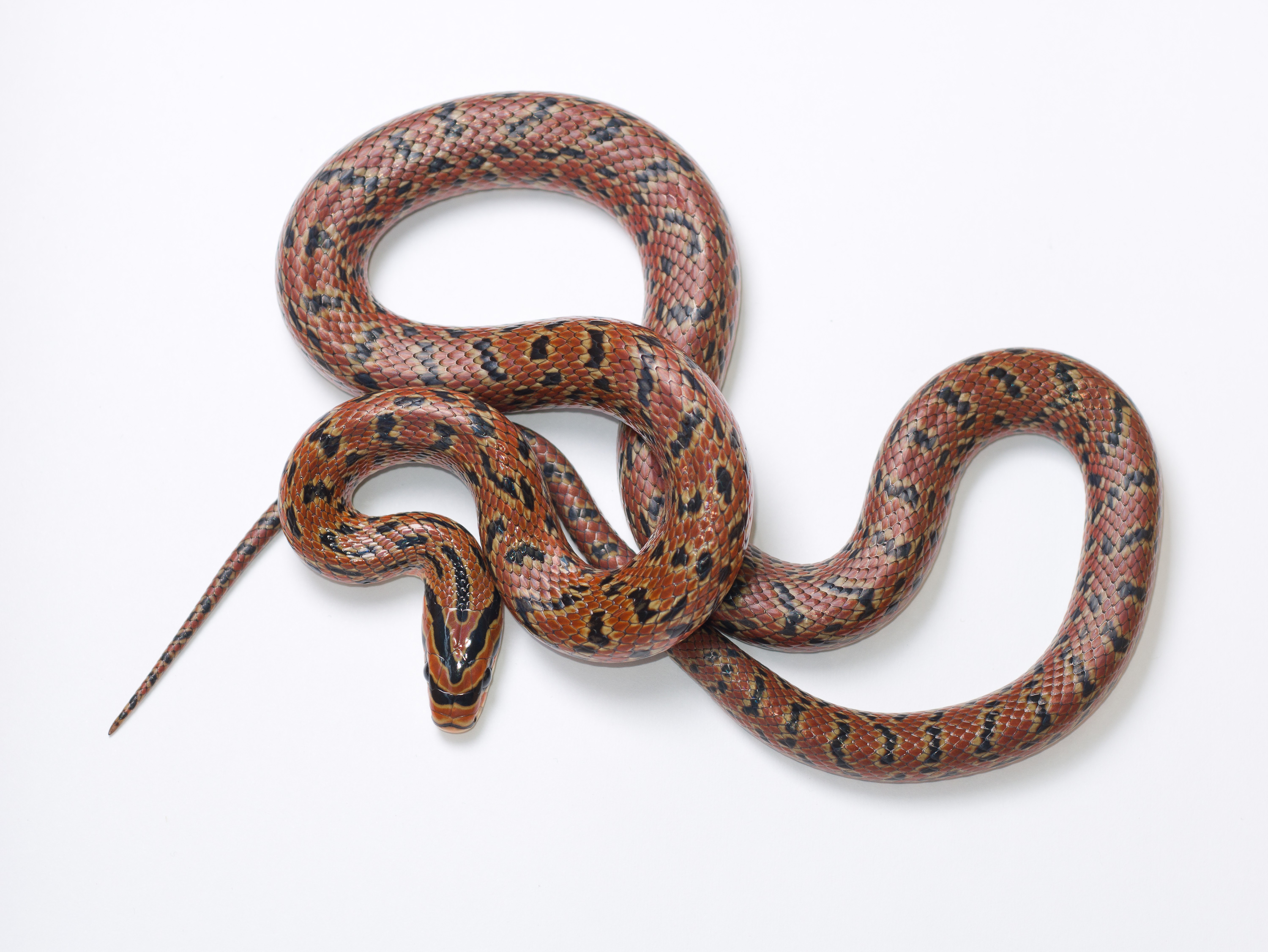
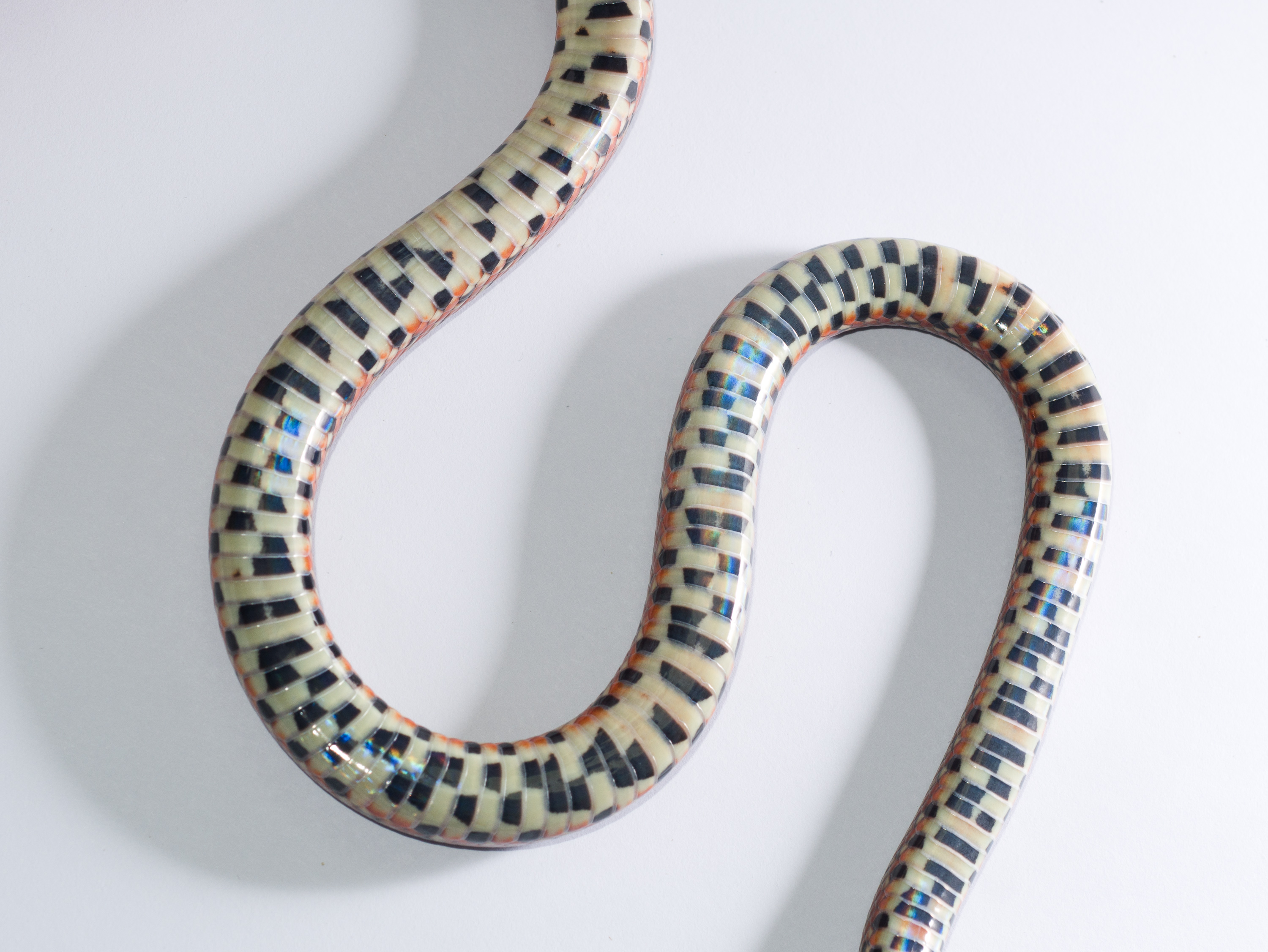
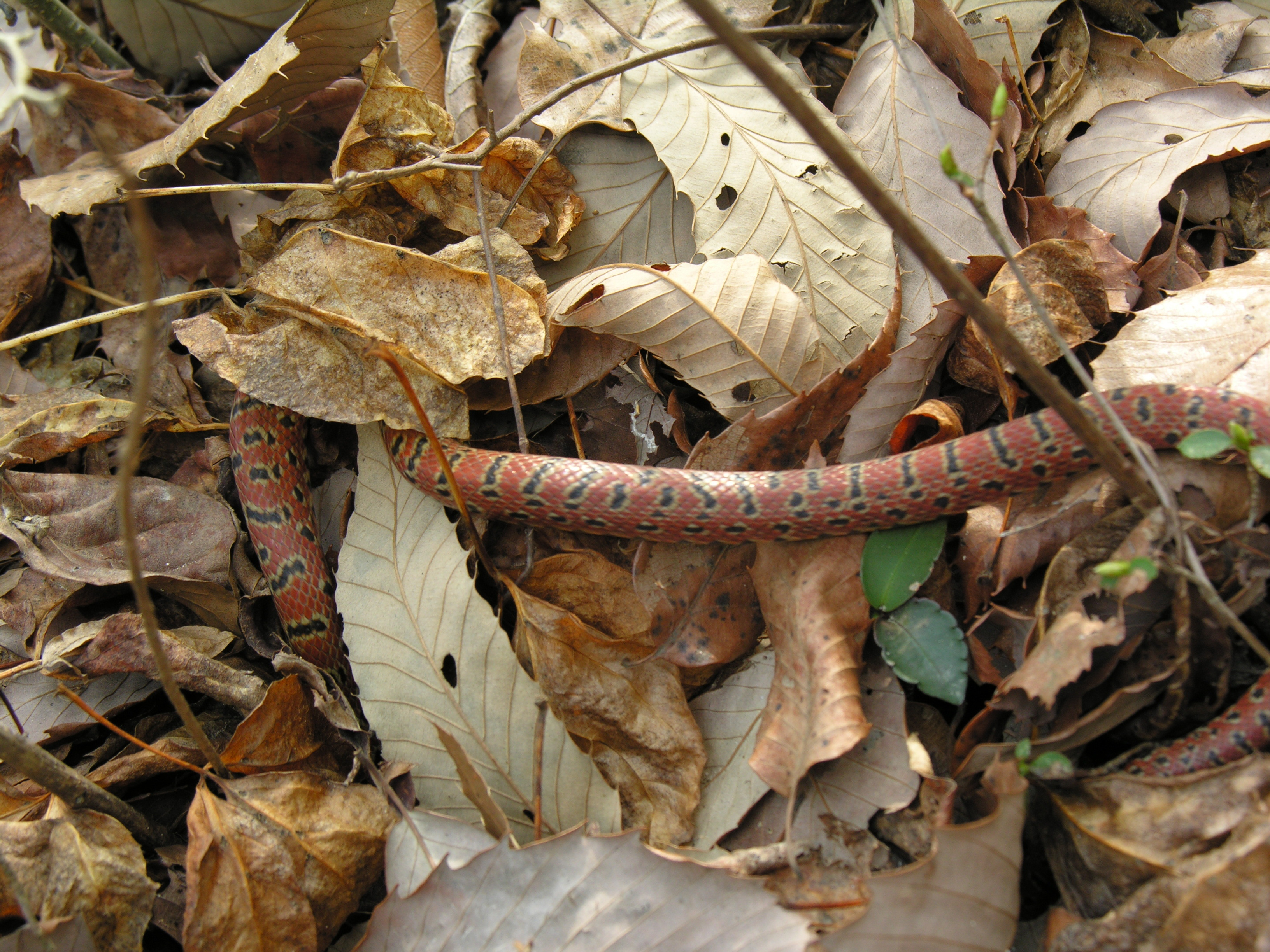